# Sesto Fiorentino
Sesto Fiorentino est une ville italienne de la ville métropolitaine de Florence, dans la région Toscane.

## Économie
- Manufacture de Doccia

## Culture
- Crucifix (Agnolo Gaddi, Pieve di San Martino)
- Saint Jérôme, sainte Barbe et saint Antoine abbé

## Administration
| Période | Période  | Identité             | Étiquette                                         | Qualité               |
| ------- | -------- | -------------------- | ------------------------------------------------- | --------------------- |
| 2009    | 2014     | Gianni Gianassi      | Partito Democratico                               | Maire                 |
| 2014    | 2015     | Sara Biagiotti       | PD-Comunisti per Sesto-IdV                        | Maire                 |
| 2015    | 2016     | Antonio Lucio Garufi | Conseil désigné                                   | Commissaire du préfet |
| 2016    | En cours | Lorenzo Falchi       | Sinistra Italiana et « Liste civique pour Sesto » | Maire                 |

### Hameaux
Cercina, Colonnata, Osmannoro, Querceto, Quinto, Padule

### Communes limitrophes
Calenzano, Campi Bisenzio, Fiesole, Florence, Vaglia